# Maison de Barberine
Pour les articles homonymes, voir Barberine.
Le maison de Barberine est un musée ethnographique située dans une maison traditionnelle de Vallorcine, dans la vallée de Chamonix près de la frontière suisse, qui remonte au début du XVIIIe siècle.

## Historique
Construite en 1705 par Nicolas Ancey, la maison est visible sur la cadastre sarde de 1730. Elle est restée conservée en l'état du XIXe siècle et le dernier descendant y vivait encore en 1949  sans avoir rien changé au confort ni aux installations diverses. La maison est inhabitée à la suite d'une succession qui ne put être résolue qu'en 1986. C'est à cette date qu'une association s'est crée pour accepter la maison comme don et donner comme nouvelle vocation à la maison d'être un musée sur la vie vallorcine au cours des siècles précédents.
Par arrêté du 5 janvier 2023, la Maison de Barberine a été inscrite à l'inventaire des monuments historiques,.

## Description
La maison, construite en murs en pierre, comporte trois sous-ensembles disposés à l'abri d'un large toit unique : le logis, étable ou « écurie » en rez-de-chaussée et une grange en étage.